# Đồ gốm Việt Châu

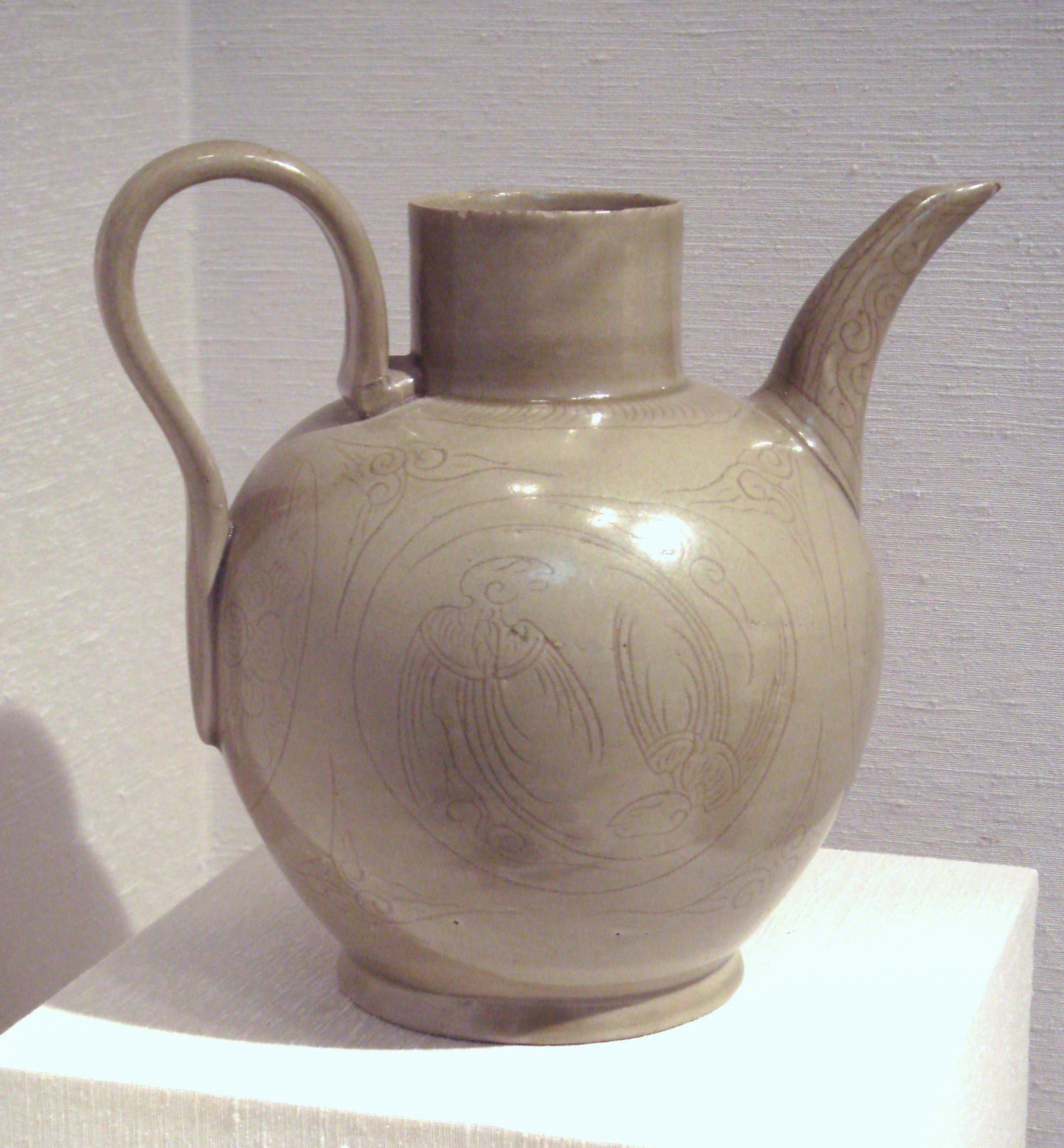
Ấm sành Việt Châu, Trung Quốc, Ngũ đại, thế kỷ 10.

Đồ gốm Việt Châu hay đồ gốm Việt (tiếng Trung: 越州窯, Yuèzhōu yáo, Yüehchou yao, Việt Châu diêu; 越窯, Yuè yáo, Yüeh yao, Việt diêu) là một loại đồ gốm Trung Quốc, về bản chất là đồ sành silicat felspat, với trang trí đặc trưng là tráng men ngọc. Gốm Việt Châu đôi khi còn gọi là sứ xanh Việt Châu (tiếng Trung: 越州青瓷, Yuèzhōu qīngcí, Việt Châu thanh từ) trong các tài liệu ngày nay, nhưng thuật ngữ này dễ gây nhầm lẫn do nó thật sự không phải là đồ sứ theo định nghĩa phương Tây và sắc màu men của nó cũng không phải lúc nào cũng là màu xanh ngọc bích. Nó từng là "một trong những loại đồ gốm miền nam Trung Hoa thành công nhất và có ảnh hưởng nhất".
Các vật phẩm được gọi bằng tên gọi chung này theo dòng thời hạn dần dần bị thu hẹp; ban đầu nó được sử dụng để chỉ nhiều loại đồ gốm men ngọc thời kỳ đầu với thân/xương gốm màu xám, lần đầu tiên nó được sử dụng cụ thể hơn để chỉ đồ gốm từ miền nam Trung Quốc, và sau đó chỉ dùng để chỉ những đồ gốm từ thời Đường trở đi, và đôi khi bị hạn chế để chỉ "đồ gốm chất lượng cao nhất trong thế kỷ 9 và 10". Cùng thời, người ta nhận ra rằng những đồ gốm rất giống như thế đã được làm ở một số lò gốm phía bắc, và ngày nay thuật ngữ gốm kiểu Việt Châu thường được ưa chuộng hơn.
Là đồ gốm Trung Hoa tráng men tinh xảo đầu tiên không bị vấn đề độc tính từ việc tráng men, gốm Việt Châu mở đầu truyền thống cổ điển trong việc sử dụng đồ gốm Trung Hoa làm đồ đựng đồ ăn, thức uống như rượu hay trà. Thường có thân/xương mỏng và được làm tinh xảo, với các hiệu ứng tráng men tinh tế và hình dáng rất tao nhã, đồ gốm Việt Châu tạo ra xu hướng cho sở thích đối với các món đồ đơn sắc, đôi khi với trang trí chạm khắc hạn chế, giữ được tới vài thế kỷ sau đó.
Các hình dạng kín như bình hoa, nậm rượu và các đồ vật nghi lễ có thể có các bộ phận điêu khắc.

## Kỹ thuật

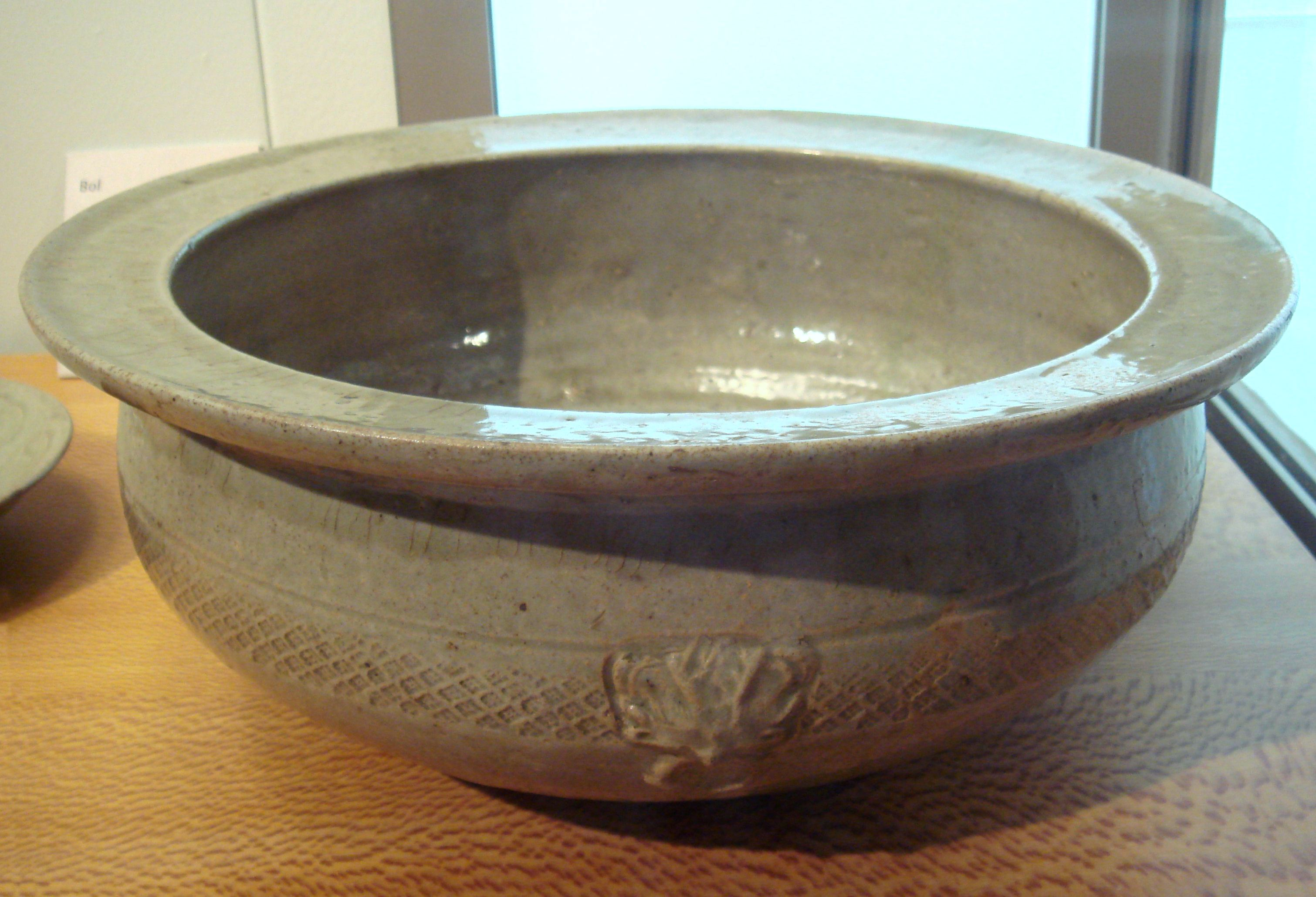
Đồ gốm Việt Châu với họa tiết, thế kỷ 3, Tây Tấn, Chiết Giang.

Gốm Việt Châu được nung trong các lò rồng (蛇窯/龍窯). Men của đồ sành sứ Việt Châu là men tro, được làm theo công thức dùng tro củi, đất sét và có thể có các lượng nhỏ đá vôi. Nhiệt độ nung được cho là đạt tới 1.000 °C hoặc cao hơn một chút. Màu của men thay đổi từ xám tới nâu và nâu ôliu. Sành sứ Việt được cho là tiền thân của đồ gốm men ngọc thời Tống.

## Phát triển và tiến hóa
Đồ gốm Việt Châu bắt nguồn từ các lò nung gốm Việt tại miền bắc Chiết Giang, tại di chỉ Tế Nguyên gần Thiệu Hưng, trong thời cổ đại được gọi là "Việt Châu" (越州). Tên gọi của nó gắn với nước Việt thời Xuân Thu-Chiến Quốc (771-476/403 TCN). Đồ gốm Việt Châu được sản xuất lần đầu tiên trong thế kỷ 2, khi nó bao gồm các vật phẩm mô phỏng rất chính xác các đồ vật bằng đồng thanh, với rất nhiều cổ vật được tìm thấy trong các hầm mộ tại khu vực Nam Kinh. Sau giai đoạn ban đầu này, đồ gốm Việt Châu đã tiến hóa nhanh thành các dạng gốm thật sự và trở thành phương tiện biểu đạt nghệ thuật. Sản xuất tại Tế Nguyên dừng lại trong thế kỷ 6, nhưng lại mở rộng ra các khu vực khác ở Chiết Giang, đặc biệt là tại di chỉ gốm Việt hồ Thượng Lâm (上林湖越窑遗址) gần Ninh Ba.

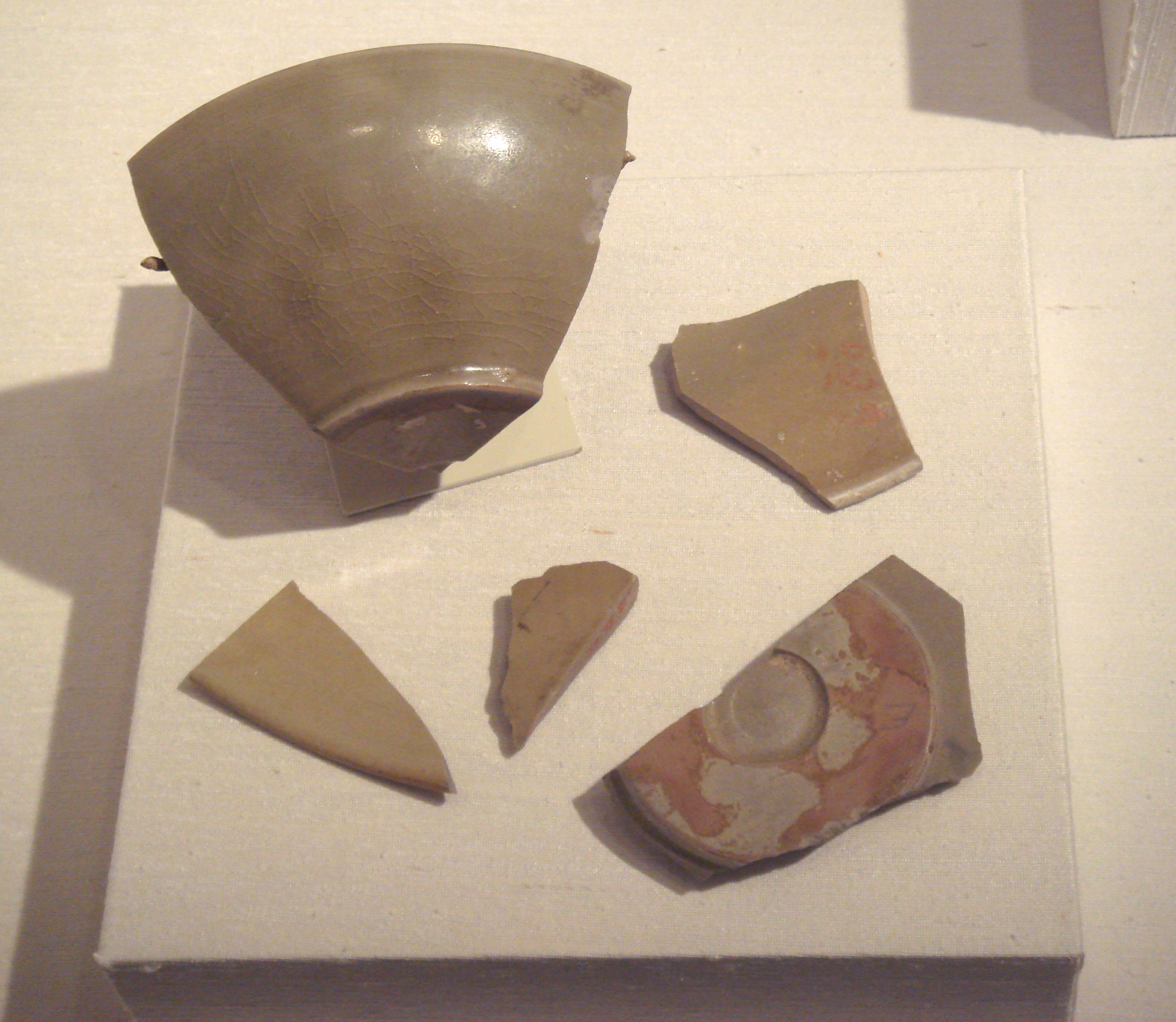
Các mảnh đồ sành thời Đường với men ngọc (gốm Việt Châu), được tìm thấy ở Samarra, Iraq.

Đồ gốm Việt Châu từng được đánh giá cao và được dùng làm cống phẩm cho triều đình Trung Hoa trong thế kỷ 9. Đáng chú ý là nó cũng được sử dụng trong ngôi chùa cổ kính nhất tại khu vực Quan Trung của Trung Quốc là chùa Pháp Môn ở tỉnh Thiểm Tây. Đồ gốm Việt Châu cũng từng được xuất khẩu sang Trung Đông từ rất sớm. Một ví dụ về ảnh hưởng Trung Hoa đối với đồ gốm Hồi giáo là các mảnh gốm Việt Châu đã được khai quật tại Samarra, Iraq. Từ thế kỷ 8 đến thế kỷ 11 nó cũng được xuất khẩu tới Đông Á, Nam Á và Đông Phi.

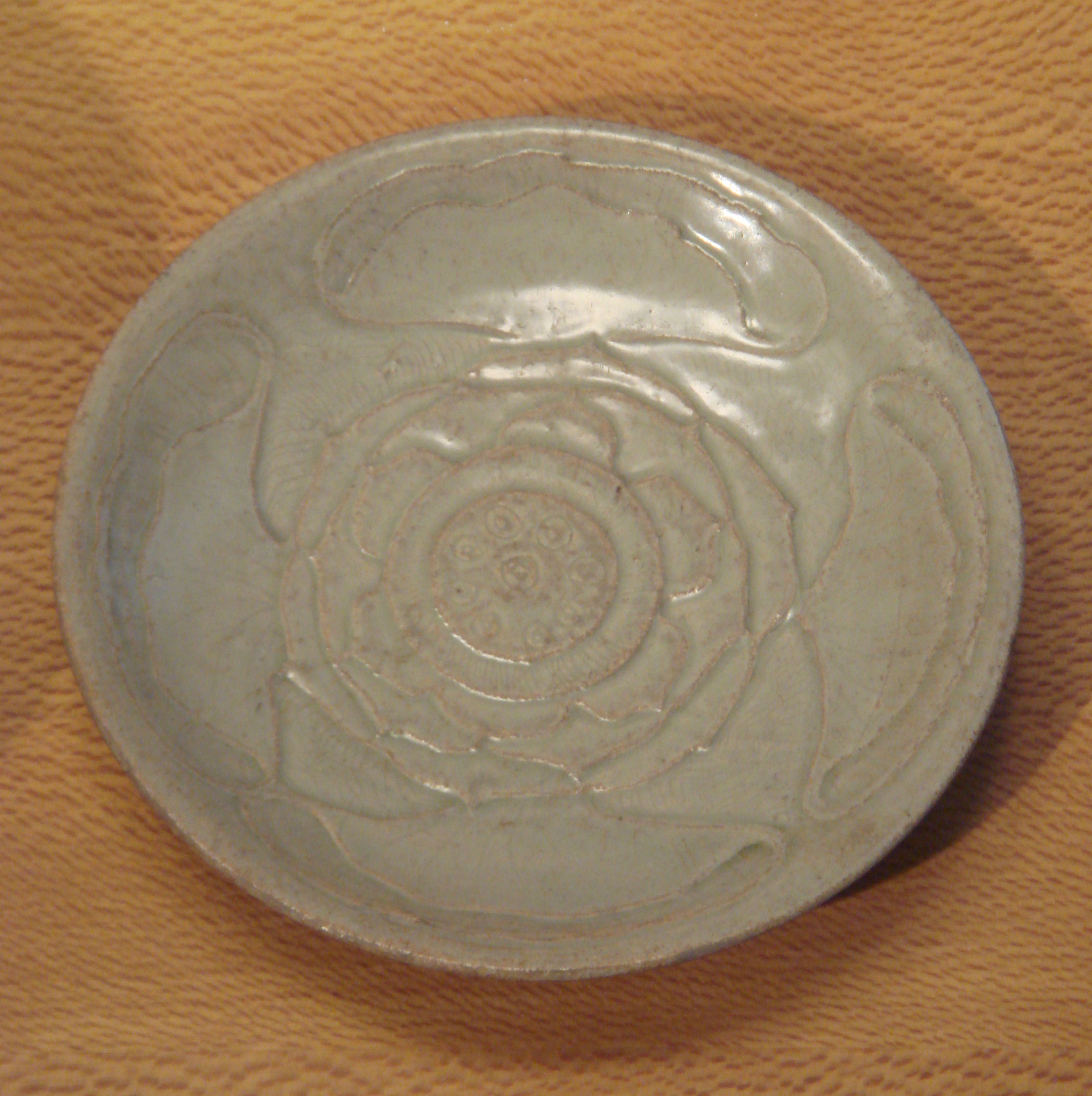
Một đĩa gốm Việt Châu, Chiết Giang, thế kỷ 10.

Một dạng tinh xảo của đồ gốm Việt Châu được gọi là gốm Việt màu bí truyền (秘色越器 = bí sắc Việt khí, hay 秘色青磁 = bí sắc thanh từ, nghĩa đen là "đồ gốm/sứ Việt Châu màu bí truyền") được tìm thấy ở chùa Pháp Môn có niên đại tới thế kỷ 9. Loại đồ gốm này không trang trí nhưng có bề mặt nhẵn và tráng lớp men mỏng nhạt màu, hoặc là màu xanh lục ánh vàng hay xanh lục ánh lam.
Đồ gốm men ngọc Triều Tiên được cho là chịu ảnh hưởng của đồ gốm Việt Châu từ thế kỷ 11, có màu men ánh lam nhiều hơn bằng việc sử dụng các loại men tro ít sắt và ít titania, gần với điểm eutecti lý tưởng. Tuy nhiên, người Triều Tiên cũng đã phát triển các loại men ngọc màu xanh lục ánh lam của riêng mình vào thời kỳ Cao Ly, và chúng là khác với men ngọc của đồ gốm Việt Châu.